# دویلزتاون (پنسیلوانیا)
دویلزتاون (به انگلیسی: Doylestown) یک منطقهٔ مسکونی در ایالات متحده آمریکا است که در شهرستان باکس، پنسیلوانیا واقع شده‌است. دویلزتاون ۵٫۵۹ کیلومتر مربع مساحت و ۸٬۳۸۰ نفر جمعیت دارد و ۱۳۸٫۹۹ متر بالاتر از سطح دریا واقع شده‌است.